# Im Taumel der Weltstadt
Im Taumel der Weltstadt ist ein US-amerikanischer Spielfilm unter Regie von Anatole Litvak aus dem Jahr 1940.

## Handlung
Danny Kenny, sein Bruder Eddie und Peggy Nash sind Freunde seit ihrer Kindheit. Aufgewachsen im Armenviertel der East Side von New York City haben sie nur einen Wunsch: aus ihrem Elend aufzusteigen. Danny arbeitet als LKW-Fahrer. Als sein musikalischer Bruder Eddie auf die Musikschule gehen möchte, verdient Danny das Geld für die Schule mit Boxkämpfen. Peggy dagegen möchte als Tänzerin ein Star werden. Mit ihrem Tanzpartner Murray Burns macht sie sich auf den Weg zum Ruhm. Doch ihre Zuneigung zu ihrem Jugendfreund Danny ist stärker als der Wille zum eigenen Starruhm. Als Danny als Boxkämpfer Erfolg hat, kehrt sie zu ihm zurück und gibt zunächst ihre Tanzkarriere auf. Doch ein verlockendes Engagement lässt sie auf die Bühne zurückkehren. Dies forciert jedoch Dannys Ehrgeiz als Boxer. Mit gewonnenen Meisterschaften will er Peggy zurückgewinnen. Im entscheidenden Meisterschaftskampf wird er mit schmutzigen Tricks schwer verletzt und erblindet. Peggy hört den Kampf im Radio und will zu ihm zurückkehren. Sie wird jedoch von Dannys Manager Scotty MacPherson abgewiesen. Als Eddie schließlich seine Komposition in der Carnegie Hall vorstellen kann, ist auch Peggy unter den Gästen, während Danny die Übertragung im Radio hört. Um wieder unter Menschen zu kommen, arbeitet er mittlerweile als Zeitungsverkäufer. Eddie widmet die Komposition seinem erblindeten Bruder. Peggy kehrt nach dem Konzert gerührt zu Danny zurück.

## Hintergrund
Während der Dreharbeiten verletzte sich Regisseur Anatole Litvak am Auge. Jean Negulesco übernahm für eine kurze Zeit die Regiearbeit.
Das Musikstück, das Eddie Kenny in der Carnegie Hall aufführen darf, weist viele Ähnlichkeiten mit George Gershwins Rhapsody in Blue auf – einer musikalischen Hommage an die Großstadt New York, so wie es auch dieser Film sein will, der verschiedene Menschen auf dem Weg nach oben und ins Rampenlicht zeigt: Danny, der es über den ehrlichen Weg als Berufsboxer versucht und an schmutzigen Machenschaften scheitert; Peggy, die über den Tanz eine Karriere ins Showbusiness anstrebt; Googie, der sich trotz mehrerer Vorstrafen als Verbrecher nach oben kämpfen will und dabei umkommt und schließlich Eddie, der in der (ernsten) Musik seinen Weg zur öffentlichen Anerkennung findet.

## Kritiken
„Ein gefühlvolles, menschlich, psychologisch und sozialkritisch glaubwürdiges Filmdrama, das außer starken Schauspielerleistungen eine atmosphärisch dichte Darstellung des Großstadtlebens bietet.“